# Robbin' the Liquor Store
Robbin' the Liquor Store is een Engelstalige single van de Belgische band The Scabs uit 1991.
De B-kant van de single was een remix van het liedje Crystal Eyes.
Het nummer verscheen op het album Jumping The Tracks uit 1991.

## Meewerkende artiesten
- Producer:
  - Werner Pensaert

- Muzikanten:
  - Franky Saenen (drums)
  - Guy Swinnen (gitaar, zang)
  - Beverly Jo Scott (backing vocals)
  - Eddie Conard (percussie)
  - Eric Melaerts (gitaar)
  - Fons Sijmons (basgitaar)
  - Jeroen Ravesloot (hammondorgel, keyboards)
  - Patrick Riguelle (backing vocals)
  - Willy Willy (gitaar, sitar)